# Salicilato
Salicilatos são um grupo  de fármacos que atuam devido ao seu conteúdo de ácido salicílico, comumente utilizados na inflamação, antipirese, analgesia e artrite reumatóide.
São ésteres dos ácidos salicílicos ou os ésteres salicilatos de um ácido orgânico. Alguns apresentam atividades analgésica, antipirética e anti-inflamatória por inibir a síntese de prostaglandinas.
Situam-se entre as drogas mais antigas conhecidas. Os médicos da antiguidade utilizavam preparações de casca de salgueiro e álamo, que contêm salicina no tratamento de sepse, dor, gota e febre. Em 1838, o princípio ativo dessas preparações foi identificado como ácido salicílico. Tal ácido foi sintetizado em 1860, e o sal de sódio foi introduzido na medicina em 1875. Outros estudos culminaram na preparação e introdução da aspirina (ácido acetilsalicílico), em 1899, por Dreser da Companhia Bayer da Alemanha. A popularidade da aspirina foi imediata, e ainda hoje continua sendo uma das drogas mais largamente utilizadas no mundo inteiro.

## História
O salgueiro é usado há muito tempo para fins medicinais. Dioscorides, cujos escritos foram altamente influentes por mais de 1.500 anos, usou 'Itea' (que possivelmente era uma espécie de salgueiro) como tratamento para 'obstruções intestinais dolorosas', controle de natalidade, para 'aqueles que cospem sangue', para remover calos e calosidades e, externamente, como 'embalagem quente para a gota'. William Turner, em 1597, repetiu isso, dizendo que a casca do salgueiro, 'sendo reduzida a cinzas e mergulhada em vinagre, tira calos e outros calos nos pés e dedos dos pés'. Algumas dessas curas podem descrever a ação do ácido salicílico, que pode ser derivado da salicina presente no salgueiro. É, no entanto, um mito moderno que os antigos herboristas usavam o salgueiro como analgésico.
De acordo com a pesquisa publicada, Hipócrates, Galeno, Plínio, o Velho e outros sabiam que a casca do salgueiro poderia aliviar a dor e reduzir a febre.
Foi usado na Europa e na China para tratar essas condições. Este remédio é mencionado em textos do Egito Antigo, Suméria e Assíria .
O Cherokee e outros nativos americanos usam uma infusão da casca para febre e outros fins medicinais. Em 2014, arqueólogos identificaram vestígios de ácido salicílico em fragmentos de cerâmica do século VII encontrados no centro-leste do Colorado.
O reverendo Edward Stone, um vigário de Chipping Norton, Oxfordshire, Inglaterra, relatou em 1763 que a casca do salgueiro era eficaz na redução da febre.
Um extrato de casca de salgueiro, chamado salicina, após o nome latino para o salgueiro branco (Salix alba), foi isolado e nomeado pelo químico alemão Johann Andreas Buchner em 1828. Uma quantidade maior da substância foi isolada em 1829 por Henri Leroux, um farmacêutico francês. Raffaele Piria, um químico italiano, conseguiu converter a substância em um açúcar e um segundo componente, que por oxidação se torna ácido salicílico. O ácido salicílico também foi isolado da erva-doce (Filipendula ulmaria, anteriormente classificada como Spiraea ulmaria) por pesquisadores alemães em 1839. Seu extrato causava problemas digestivos, como irritação gástrica, sangramento, diarreia e até morte quando consumido em altas doses.
Em 1874, o médico escocês Thomas MacLagan experimentou com salicina como tratamento para reumatismo agudo, com sucesso considerável, conforme relatou no The Lancet em 1876. Enquanto isso, cientistas alemães tentaram salicilato de sódio com menos sucesso e efeitos colaterais mais graves.
Em 1979, descobriu-se que os salicilatos estavam envolvidos nas defesas induzidas do tabaco contra o vírus do mosaico do tabaco. Em 1987, o ácido salicílico foi identificado como o sinal há muito procurado que faz com que plantas termogênicas, como o lírio vodu, Sauromatum guttatum, produzam calor.